# Kozłowy Ług
Kozłowy Ług [kɔˈzwɔvɨ ˈwuk] est un village polonais de la gmina de Szudziałowo dans le powiat de Sokółka et dans la voïvodie de Podlachie. Il se situe à environ 5 kilomètres à l'ouest de Szudziałowo, à 13  kilomètres au sud-est de Sokółka et à 36 kilomètres au nord-est de Białystok. 